# Rogil
Rogil est une freguesia de la municipalité d’Aljezur dans la région de l’Algarve au Portugal.